# Tanousia stenostoma
Tanousia stenostoma is een uitgestorven zoetwaterkieuwslak.

## Naam
De soortnaam werd in 1901 gepubliceerd door Valdemar Nordmann als Nematurella stenostoma. Door andere inzichten in de taxonomie is de soort later in het geslacht Tanousia geplaatst. Als gevolg van deze naamswijziging worden auteursnaam en datum nu tussen haakjes gezet.

## Beschrijving

### Schelpkenmerken
Tanousia stenostoma heeft een schelp met een hoogconische vorm, een spitse apex, tot 51/4 bolle windingen met een matig diepe tot diepe sutuur. De laatste winding beslaat meer dan 3/4 van de totale schelphoogte.
Er is een nauwe navel. De mondopening is scheef ovaal, afgerond aan de onderkant en aan de bovenkant spits toelopend en neemt iets meer dan de helft van de totale schelphoogte in beslag. De pariëtale zijde is zwak gekromd. De mondrand is niet verdikt en is continu. Bij een deel van de exemplaren daalt de sutuur vlak voor de mondrand in stapjes naar beneden waardoor de mondrand los van de voorgaande winding raakt. De schelpwand is tamelijk dik en het schelpoppervlak is matglanzend en glad, er is een sculptuur die bestaat uit zeer veel fijne spiraalgroefjes die duidelijk zichtbaar zijn onder 50x vergroting. De groeilijnen verlopen omgekeerd zwak S-vormig.
Er is geen operculum bekend, waarschijnlijk bestond dit uit hoorn en fossiliseerde dit nooit.
Tanousia stenostoma verschilt van Tanousia runtoniana door de grotere en plompere schelp.

### Afmetingen van de schelp
- Hoogte: tot 5 mm.
- Breedte: tot 3 mm.

### Habitat en levenswijze
Tanousia stenostoma heeft mogelijk evenals andere Tanousia soorten geleefd in een lacustrien tot fluviatiel milieu. Het sediment (klei) waarin de exemplaren werden gevonden wijst op stilstaand tot zwakstromend water. Tanousia-soorten zijn alleen uit interglacialen bekend waaruit blijkt dat zij een gematigd warm klimaat nodig hebben.

### Areaal
De soort is alleen bekend uit een groeve bij Gudbjerg (Denemarken). Mogelijk behoren de exemplaren die in Pianico (Bergamo, Italië) werden aangetroffen eveneens tot Tanousia stenostoma

### Fossiel voorkomen
Tanousia stenostoma is aangetroffen in het Cromerien.

### Verwantschap
De taxonomie van Tanousia is nog niet helemaal duidelijk. Sommige auteurs plaatsen het genus in de Lithoglyphidae anderen in de Hydrobiidae Daarnaast beschouwen sommige auteurs deze soort als ondersoort of zelfs als jonger synoniem van Tanousia runtoniana Servain rekende Tanousia abusievelijk tot de Lymnaeidae. Hij behandelde Tanousia als aparte groep binnen deze familie na een opsomming van variëteiten van Galba truncatula. Dit heeft tot het misverstand geleid dat Servain Tanousia eveneens bij Galba rekende. Tanousia is daardoor door sommige latere auteurs nog als een synoniem voor Galba aangezien
Gebruikte synoniemen zijn: Nematurella stenostoma en Lithoglyphulus stenostoma.